# Mémoire à bulles
 (avril 2025).
Si vous disposez d'ouvrages ou d'articles de référence ou si vous connaissez des sites web de qualité traitant du thème abordé ici, merci de compléter l'article en donnant les références utiles à sa vérifiabilité et en les liant à la section « Notes et références ».

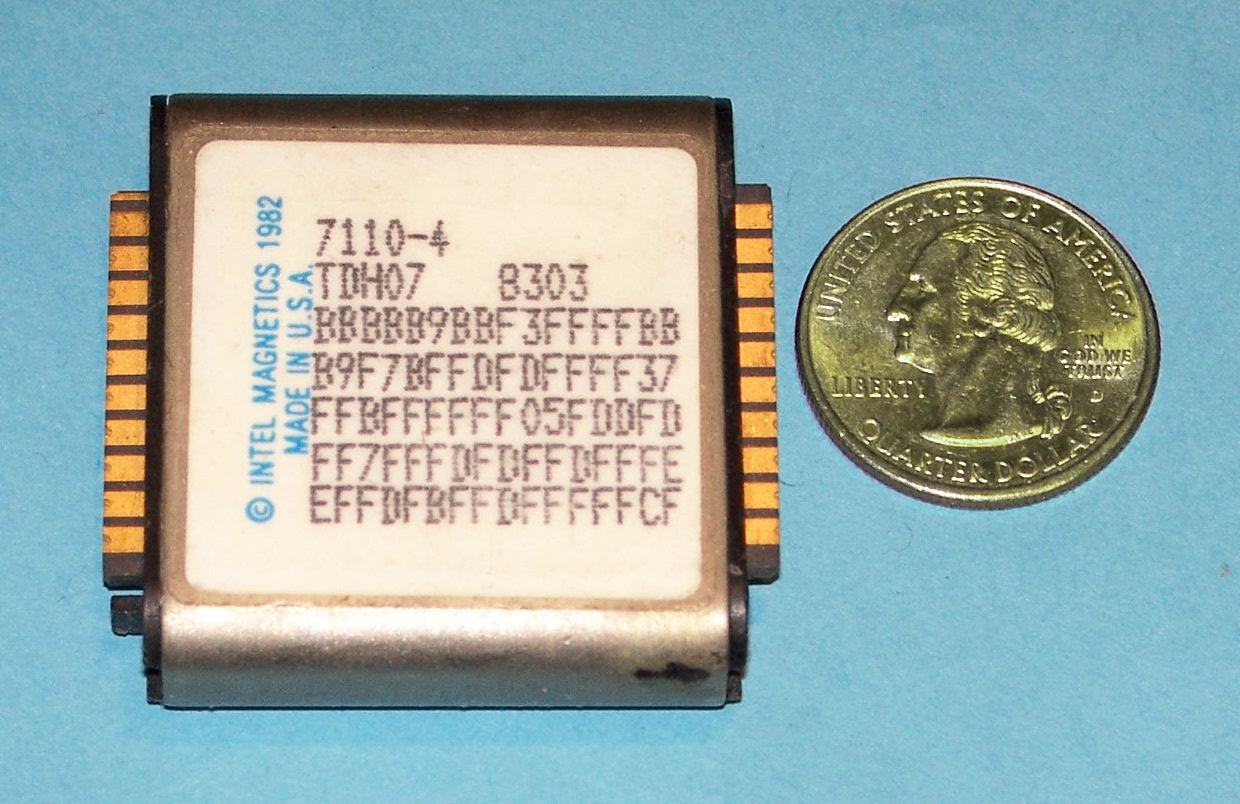
Module mémoire Intel 7110.

Les mémoires à bulles sont un type ancien de mémoire permanente qui utilise un mince film de matériau magnétique sur laquelle sont magnétisées de petites zones, dites bulles ou sites, chacune enregistrant un seul bit de donnée. Ces bulles sont magnétisées le long de pistes parallèles ; sous l'action d'un champ magnétique extérieur, elles se translatent le long de la piste. On peut les décoder comme un registre à décalage, en provoquant leur translation séquentielle jusqu'en bout de piste, où une tête de lecture standard permet de relever leur état (0 ou 1) ; elles sont ensuite régénérées à l'autre extrémité de la piste pour conserver l'information et permettre le fonctionnement cyclique du processus de lecture. Du point de vue de l’utilisation, les mémoires à bulles sont identiques aux mémoires à ligne de délai.
Les mémoires à bulles paraissaient encore pleines de promesse pour le stockage de masse au début des années 1980, grâce à leur densité de stockage, de même ordre que les disques durs mais d'un temps d'accès plus proche de celui des mémoires à tores ; mais la mise sur le marché de circuits mémoire à semi-conducteur marginalisa leur position, et les progrès considérables accomplis à la même époque dans la capacité des disquettes rendaient leur prix prohibitif. Les mémoires à bulles furent utilisées dans les années 1970 et 1980 dans les applications militaires ou les outils de maintenance, où leur stabilité les faisait préférer aux autres technologies. Toutefois, l’arrivée des mémoires flash et d'autres technologies ont fini par leur retirer cette niche, et les mémoires à bulles ont entièrement disparu du marché à la fin des années 1980, au profit des disques durs plus rapides, de plus grande capacité et plus économiques.

## Un ancêtre: les boucles magnétiques
La technologie des mémoires à bulles est essentiellement la création intellectuelle d'un seul homme, Andrew Bobeck (1926 – 2017). Cet ingénieur avait travaillé sur plusieurs projets relatifs au stockage magnétique tout au long des années 1960, et deux d'entre eux l'ont mis sur la piste de la notion de mémoire à bulles : d'abord la mise au point de la première mémoire à tores magnétiques commandée par un contrôleur à transistor, ensuite le développement d'une mémoire à boucle magnétique.
La boucle magnétique est essentiellement une version de la mémoire à tores où l'on remplace ces derniers par un morceau de bande magnétique. Le principal avantage de la boucle magnétique est la facilité à automatiser sa fabrication, contrairement aux mémoires à tores, dont l'assemblage était principalement manuel. AT&T nourrissait les plus grands espoirs pour la boucle magnétique, y voyant un moyen d'abaisser nettement le coût des cartes mémoire ce qui lui aurait donné une position de leader ; mais les mémoires de technologie DRAM conquirent le marché au début des années 1970 et supplantèrent promptement les mémoires vives antérieures. La boucle magnétique resta donc confinée à quelques applications, et d'abord aux propres ordinateurs d'AT&T.
Une conséquence imprévue du fonctionnement de la boucle magnétique n'est apparue que lors de sa production en série : dans certaines conditions, le passage du courant dans des fils électriques noyés à l'intérieur de la bande magnétique provoque un déplacement des zones magnétisées de la bande dans le sens du courant. Correctement utilisées, les impulsions électriques permettent ainsi de translater les bits stockés le long de la  bande magnétique jusqu'à  son extrémité, formant une espèce de ligne à retard, mais où le mouvement des informations est strictement contrôlé, et ne dépend plus des caractéristiques ohmiques du matériau. Un tel composant n'offrait toutefois que peu d'avantages par rapport à la boucle magnétique, d'autant qu'elle ne permettait pas un accès direct aux informations stockées.

## Des «bulles magnétiques»

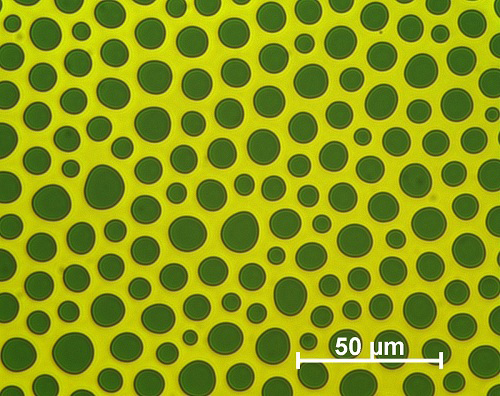
Visualisation des bulles avec CMOS-MagView.

Déplacement d'une bulle le long d'un guide en V.

Déplacement d'une bulle le long d'un guide de type T-I.

En 1967, Bobeck rejoignit une équipe des Laboratoires Bell et se mit à travailler sur l’amélioration des boucles magnétiques. Il pensait que s’il parvenait à trouver un matériau orientant la migration des zones magnétisées dans une seule direction, on pourrait former des pistes magnétisées et consulter les données en plaçant au bord de chacune de ces pistes suffisamment de têtes de lecture/écriture. Les données seraient codées à partir d’un bord du support matériel et mémorisées par « poussage » comme dans une boucle magnétique ; à ceci près que, ne pouvant progresser que dans une seule direction, elles finiraient par former des pistes sur toute la surface, ce qui accroîtrait la densité de stockage et donnerait une sorte de « boucle 2D ».
Paul Charles Michaelis, qui travaillait avec des bandes magnétiques en permalloy, découvrit qu’il était possible de multiplier les sites magnétisés selon un motif en grille à l'intérieur du film. Cette découverte essentielle fut brevetée. La puce mémoire et la méthode de propagation des bits étaient décrites dans un article présenté à la 13e Conférence Annuelle sur le magnétisme et les matériaux magnétiques (Boston, Massachusetts, 15 septembre 1967). Le composant  fonctionnait à partir d’une bande magnétique anisotrope, permettant de propager les bulles sur une grille dans deux directions différentes (orthogonales) grâce des combinaisons d’impulsions magnétiques spécifiques. La vitesse de propagation était toutefois plus élevée suivant une direction que l’autre, du fait de direction préférentielles de magnétisation : pour cette raison, il paraissait nécessaire de développer cette technologie sur des supports magnétiquement isotropes.
C'est en cherchant à obtenir un tel résultat avec des orthoferrites que Bobeck remarqua un nouveau phénomène : avec les bandes utilisées dans les boucles magnétiques, il fallait stocker les données sur des surfaces relativement étendues, appelées « domaines », et toutes les tentatives pour travailler sur des surfaces plus petites avaient échoué ; mais avec l’orthoferrite, une fois qu’on avait enregistré les données, l’application d'un champ magnétique au support concentrait les données à l’intérieur d’un minuscule disque, que Bobeck appela bulle. Cette découverte signifiait que le taux de concentration des données allait ainsi exploser.
Ainsi, les Laboratoires Bell avaient fait cinq découvertes importantes :
1. comment contrôler le déplacement de domaines magnétisés connexes sur une grille à la surface d’un film en permalloy
2. l’intérêt des orthoferrites
3. la stabilité des données stockées sur un domaine circulaire
4. l’emploi des impulsions magnétiques pour accéder aux données ainsi stockées
5. la découverte de l'anisotropie uni-axiale induite par la croissance des cristaux de grenat, et la prise de conscience que les grenats seraient utiles pour la technologie des bulles magnétiques.

Les mémoires à bulle ne peuvent donc être considérées comme une invention monolithique : c'est un agrégat des avancées décrites ci-dessus. Andy Bobeck est le découvreur indiscuté de (4) et (5), et l'un des co-découvreurs de (2) et (3) ; (1) a été réalisé pour la première fois par P. Michaelis dans l'équipe de P. Bonyhard. Jusqu'à 60 chercheurs des Laboratoires Bell ont travaillé sur le projet, et plusieurs d'entre eux s'y sont faits un nom. Par exemple, au mois de septembre 1974, H.E.D. Scovil, P.C. Michaelis et Bobeck ont reçu le prix IEEE Morris N. Liebmann de l’IEEE avec l'appréciation suivante : Pour le concept et l’utilisation des domaines magnétiques simple couche (« bulles magnétiques »), et pour la découverte de leur importance dans la technologie des mémoires.
Il fallut encore de longues recherches avant que l'on trouve le bon matériau support : le grenat. Au sein de ce minéral, les bulles étaient faciles à créer et se translataient assez facilement. Le second problème était de les amener au niveau d'une tête de lecture ; dans les boucles magnétiques, la lecture pouvait se faire à partir d'un seul point, mais sur une grille bidimensionnelle, les choses étaient plus ardues. Dans un grenat, en outre, les bulles ne se déplacent pas dans une seule direction.
Pour guider les sauts des bulles, la solution a consisté à former un motif de minuscules segments magnétiques à la surface du grenat. Quand on leur applique un faible champ magnétique, ils se magnétisent, et les bulles se collent à un bord du segment ; en inversant la polarité du champ, elles sont attirées vers l'extrémité opposée, en se déplaçant sous la surface. Une nouvelle inversion de polarité les fait sauter de l'extrémité du segment au segment suivant.
Un circuit mémoire est fait d'un alignement de minuscules électroaimants sur un bord, et d'une rangée de détecteurs sur le bord opposé. Les bulles stockées sont peu à peu poussées les unes contre les autres, jusqu'à former une couche de boucles magnétiques empilées. En connectant le signal de sortie du détecteur aux électroaimants provoquant la magnétisation, cette couche se fractionne en une série de boucles magnétiques qui peuvent conserver l'information aussi longtemps qu'on le désire.
Les mémoires à bulles sont des mémoires permanentes : même non alimentées en courant électrique, les bulles conservent leur arrangement, tout comme les motif d’un disque dur ; mais il y a mieux : les mémoires à bulles ne nécessitent aucun accessoire mécanique : le champ électrique qui déplace les bulles sur la grille est uniforme, alors que les périphériques comme les bandes magnétiques et les floppy requièrent une action mécanique locale. Finalement, grâce à la taille minuscule des bulles, la densité était en théorie beaucoup plus importante qu’avec les périphériques de stockage magnétiques existants. Leur seul inconvénient était le temps d’accès : il fallait faire tourner les bulles jusqu’à l’extrémité du feuillet pour qu’on puisse lire leur état.

## Commercialisation

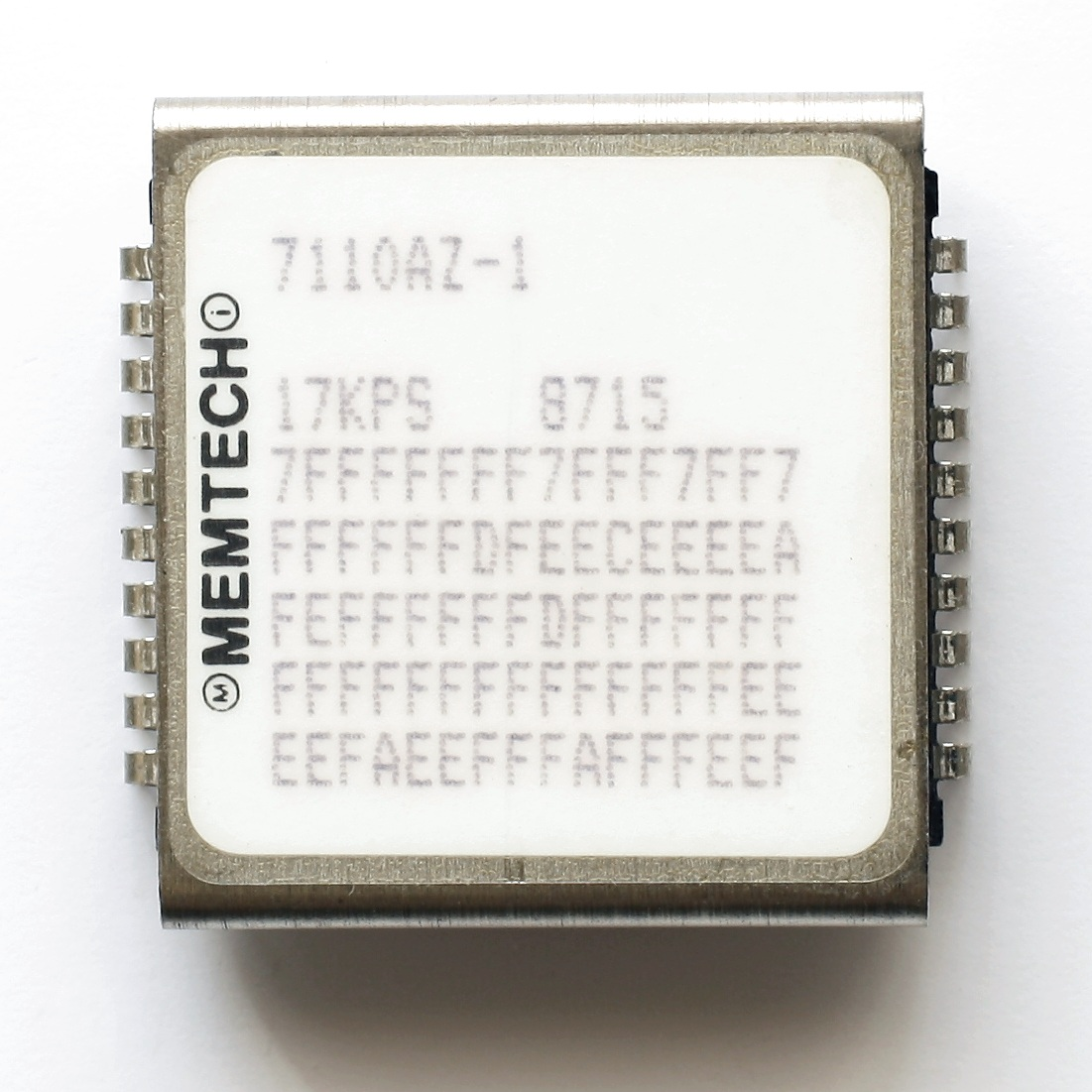
Mémoire à bulles de marque MemTech (acquéreur d’Intel Magnetics).

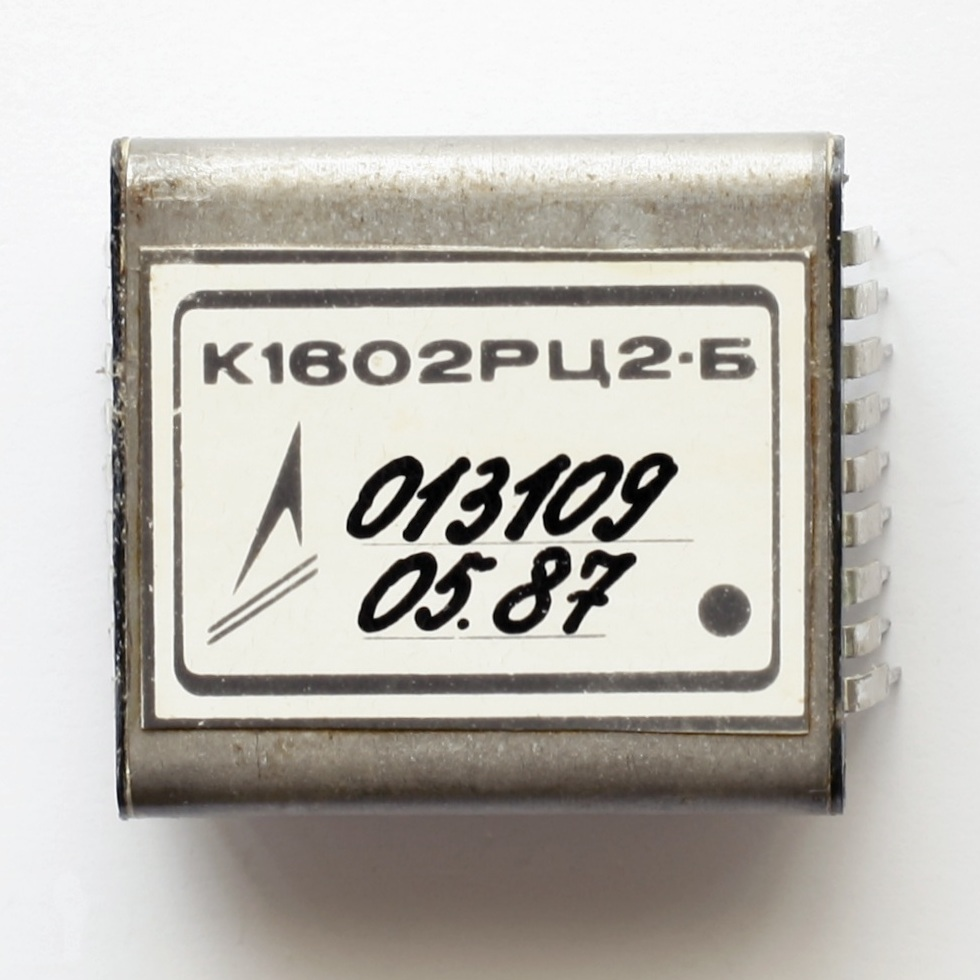
Mémoire à bulles produite en Union soviétique.

L’équipe de Bobeck parvint rapidement à produire des mémoires de 1 cm2 capables de stocker 4 096 bits, soit autant qu’une mémoire à tores. Ces progrès provoquèrent un regain d'intérêt du monde industriel, car désormais les mémoires à bulles paraissaient en mesure de remplacer les mémoires à bande et à disque ; et l’on estimait qu’en fait, elle seraient bientôt la seule forme de circuit mémoire, à l’exception des super-calculateurs et des centres de traitement à haute performance.
La technologie équipa d’abord plusieurs projets expérimentaux des Laboratoires Bell en 1974. Vers le milieu des années 1970, pratiquement toutes les grandes compagnies d'électronique faisaient travailler une équipe sur les mémoires à bulles. Texas Instruments commercialisa le premier équipement incorporant des mémoires à bulles en 1977. Vers la fin des années 1970, il y avait déjà plusieurs produits sur le marché, et Intel commercialisa sa première version à 1 mégabit, la mémoire 7110. Mais au début des années 1980, les mémoires à bulles étaient devenues une impasse compte tenu de l'arrivée sur le marché de disques durs à haute-densité, plus rapides et moins onéreux à fabriquer. En 1981 les grands groupes d'électronique firent fermer leurs usines de mémoires à bulles.
Ce type de composant conserva toutefois une niche tout au long des années 1980 : le marché des systèmes requérant un taux minimum de pannes mécaniques de disque dur, et les systèmes équipant les environnements agressifs ou soumis à de fortes vibrations. Finalement, pourtant, le développement des mémoires flash, supérieures en matière de performances, de densité et de prix leur ôtèrent cet ultime refuge.
L'une des applications les plus connues est un système d'arcade, Bubble System de Konami, commercialisé en 1984. Il exploitait la possibilité de connecter une carte mémoire interchangeable sur une carte-mère à base MC 68000. Le Bubble System exigeait un temps de chauffe d'environ 85 secondes (avec compte-à-rebours à l'écran via un chronomètre à l'allumage) avant le démarrage du jeu, car les mémoires à bulles ne fonctionnent de façon optimum qu'entre 30 et 40 °C.
Sharp a lui aussi équipé un de ses modèles, le PC 5000 portable (1983) de mémoires à bulles. L’oscilloscope Nicolet Model 3091 était aussi équipé de modules-mémoire à bulles pour enregistrer les signaux, tout comme l’analyseur de spectre HP 3561. GRiD Systems Corporation l'a utilisé dans ses premiers ordinateurs portables. TIE communication l'a utilisé pour la mise au point de téléphones digitaux à mémoire permanente avec un temps moyen entre pannes maîtrisé.

## Autres applications
En 2007, des chercheurs du MIT ont eu l’idée d'utiliser des bulles microfluidiques pour faire des portes logiques (plutôt que des mémoires). Ces circuits, qui utilisent les nanotechnologies, ont un temps d'accès de 7 ms, ce qui est inférieur aux 10 ms des disques durs actuels, mais supérieur aux RAM et aux CMOS traditionnels.
Les avancées récentes d'IBM dans le domaine des mémoires racetrack peut être considéré comme une version unidimensionnelle des mémoires à bulles, mais elles sont encore plus proches du concept original de boucle magnétique séquentielle.